# Tuhaň (okres Česká Lípa)
Tuhaň (německy Tuhan) je obec v okrese Česká Lípa v Libereckém kraji. Včetně částí Dolní Dubová Hora, Domašice, Obrok, Pavličky a Tuhanec v ní žije 264 obyvatel.

## Historie
První písemná zmínka o obci pochází z roku 1352. Po druhé světové válce byli z obce deportováni původní němečtí starousedlíci a počet obyvatel rapidně klesl. Historii obce podrobně zpracoval kronikář Jiří Plecháček.

## Obyvatelstvo
Při sčítání lidu v roce 1921 ve vsi žilo 331 obyvatel (z toho 156 mužů), z nichž byli dva Čechoslováci, 324 Němců a pět cizinců. Kromě osmi evangelíků se ostatní hlásili k římskokatolické církvi. Podle sčítání lidu z roku 1930 měla vesnice 346 obyvatel: patnáct Čechoslováků, 330 Němců a jeden cizinec. Většina 341 obyvatel patřila k římskokatolické církvi, ale dva obyvatelé byli evangelíci, jeden byl členem církve československé, jeden patřil k nezjišťovaným církvím a jeden člověk byl bez vyznání.

## Části obce
- Tuhaň
- Dolní Dubová Hora
- Domašice
- Obrok
- Pavličky
- Tuhanec

## Doprava
V Tuhani je křižovatka silnice II/260 a II/269. Železniční trať poblíž nevede, ve vsi je autobusová zastávka. Ke vsi přiléhá od severu kopec Stráž (328 metrů), vede zde cyklotrasa 0057 a také západní hranice CHKO Kokořínsko-Máchův kraj. Katastrální území Tuhaň je zároveň součástí evropsky významné lokality Roverské skály.

## Pamětihodnosti
Nad vsí stojí barokní kostel svatého Havla z roku 1711, u něhož stojí samostatně empírová zvonice postavená roku 1833. Ve vesnici stojí mnoho zachovalých roubených stavení a také řada barokních soch z 18. století.